# Писид
Писид (др.-греч. Πείσις) — беотийский военачальник IV—III века до н. э.
Писид родился в семье Хария в беотийском городе Феспии. Согласно данным эпиграфики, в его честь в Оропе установили статую, предположительно, за изгнание войск правителя Македонии Кассандра из Оропа и Фив в 313 или 312 году до н. э. Также, военачальник беотийский конницы Писид, который изгнал македонский гарнизон из Опунтской Локриды, упомянут в дельфийской эпиграмме (CEG II 789).
Плутарх упомянул Писида в контексте восстания Фив против Деметрия Полиоркета в промежутке между 294 и 292 годами до н. э. Античный историк писал, что «один из самых знаменитых и влиятельных в ту пору людей» Писид склонил фиванцев к восстанию. На помощь Писиду прибыл спартанский военачальник Клеоним. Однако, когда к Фивам прибыл Деметрий Полиоркет и начал осаду, то Клеоним бежал, а город сдался на милость победителя. Вопреки ожиданиям македонский царь не причинил Писиду ни малейшего вреда, а, напротив, после дружеской беседы назначил полемархом в Феспиях. Однако, беотийцы не оценили столь мягкого к ним отношения и вскоре восстали вновь. Роль Писида в этом новом восстании, как и его дальнейшая судьба неизвестна.
Во второй половине II века до н. э. одним из феспийских магистратов был Писид, который, возможно, являлся потомком Писида, военачальника IV—III веков до н. э.